# Siachoque
Siachoque es un municipio colombiano ubicado en la Provincia del Centro, en el departamento de Boyacá. Está situado a unos 21 km al oriente de la ciudad de Tunja.
El municipio limita por el norte con Toca, al sur con Rondón y Viracachá, al occidente con Soracá y Chivatá, y al oriente con Toca y Rondón.

## Toponimia
El topónimo Siachoque proviene del muysc cubun (idioma muisca), y está conformado por los vocablos Si «acá, aquí», A «de, del, gusto, oloroso, sabor», Cho «Bueno, buena» y Que «fuerte vigoroso», lo que resume el significado en «Lugar de buenos olores, gentil y de cultivos fuertes y vigorosos».

## Historia

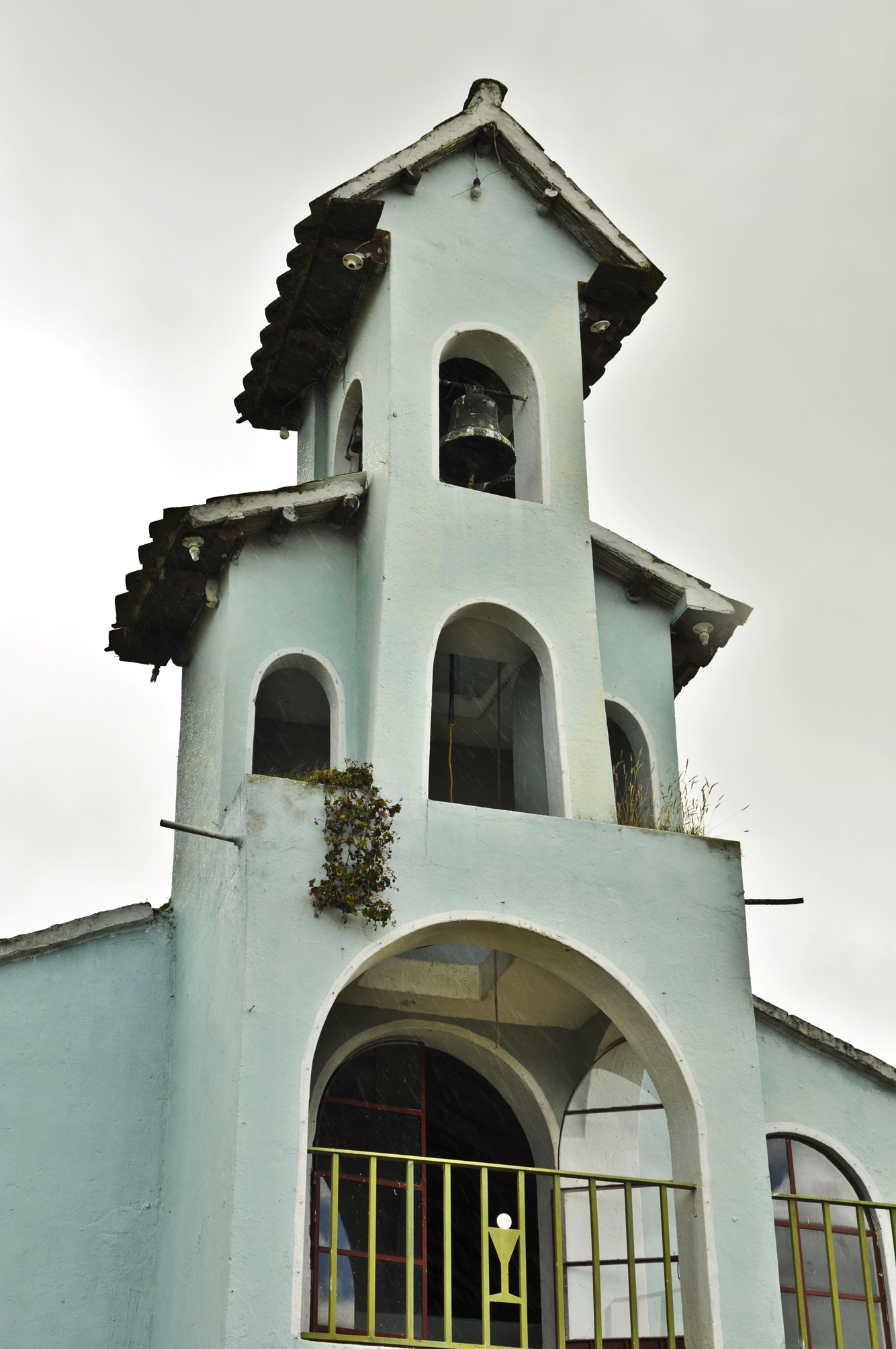
Capilla Doctrinera de Siachoque.

El municipio fue fundado de facto en 1537 por Gonzalo Jiménez de Quesada, aunque antes de la llegada de los españoles la región era habitada por tribus gobernadas por el cacique muisca Sumindoco. En 1556, el Arzobispo de Santafé de Bogotá, fray Juan de los Barrios, reunió un sínodo, y por consejo del padre dominicano fray Martín de los Ángeles, envió al padre fray Jerónimo de Peralta con la misión especial de evangelizar a los indígenas de Siachoque. El 2 de agosto de 1556, el padre Peralta fundó oficialmente el poblado.
El primer encomendero de Siachoque fue don Bartolomé de Otálora. En 1763, el presbítero doctor don Basilio Vicente de Oviedo escribió una obra titulada Cualidades y riquezas del Nuevo Reino de Granada, en el que describía la población de Siachoque e informaba que tenía una muy buena iglesia, bien ornamentada. Por entonces lo habitaban unos 300 indios y algo más de blancos y mestizos. Los habitantes de Siachoque tenían muchas ovejas y eran muy diestros en la elaboración de prendas con lana. Además, tenían la costumbre de regalar al cura del pueblo las ovejas más hermosas. En 1776, el poblado fue elevado a la categoría de parroquia, según Decreto del Arzobispo de Santafé, doctor don Agustín de Alvarado y Castillo.
Simón Bolívar pasó dos veces por Siachoque: la primera el 10 de febrero de 1821 y posteriormente el 19 de marzo de 1828. El siachoquense José Manuel Vázquez contribuyó con la campaña libertadora enviando cobijas, ropa y caballos al ejército patriota.

## Economía

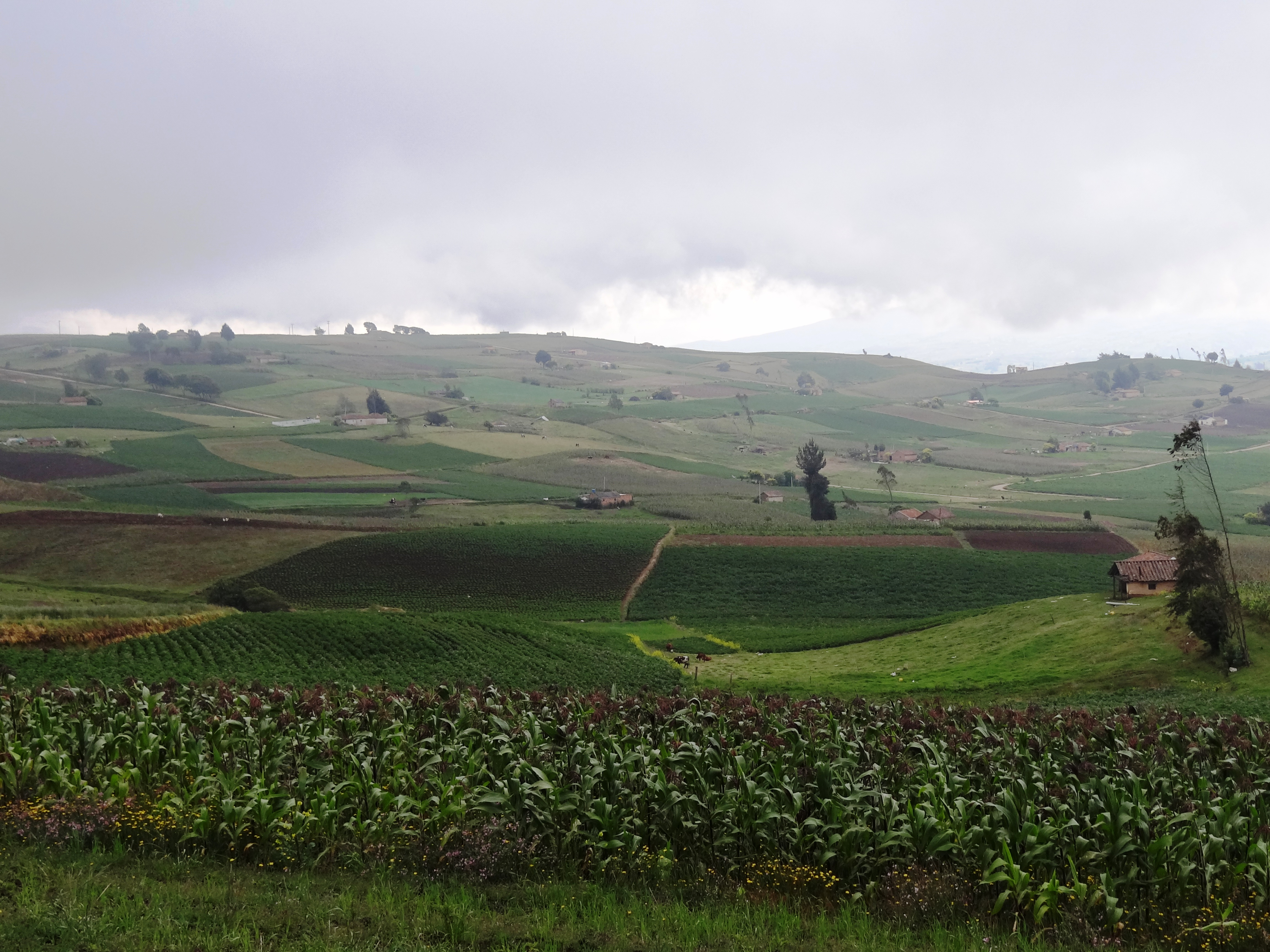
Cultivos en Siachoque.

La economía del municipio se basa en la agricultura y la minería. Entre los productos agrícolas se destacan la papa, el trigo, el maíz, la cebada, la avena, las arracachas, así como diversas hortalizas. En cuanto a la minería se destaca la explotación de yeso, asfalto y carbón mineral.
Adicionalmente el municipio cuenta con un desarrollo de actividades ecoturísticas centradas en camping, ciclomontañismo y pesca deportiva.